# 竹東圳
竹東圳（英語：Zhudong Canal），是台灣新竹縣的重要水利工程之一，在日治時期由竹東鎮二重埔地方士紳林春秀集資，與地方人士共同協力下，並聘請日本專業技士於1926年（大正十五年）正式動工興建，於1928年（昭和三年）竣工；為新竹開拓史上規模最大，灌溉面積最廣大的水利工程。
竹東圳攔取頭前溪上游水源上坪溪，並利用軟橋發電廠引用渠道作為導水路；完成圳路長約21公里餘, 灌溉竹東地區農田，受益面積達800公頃。後來也作為科學園區的用水來源。

## 圳路

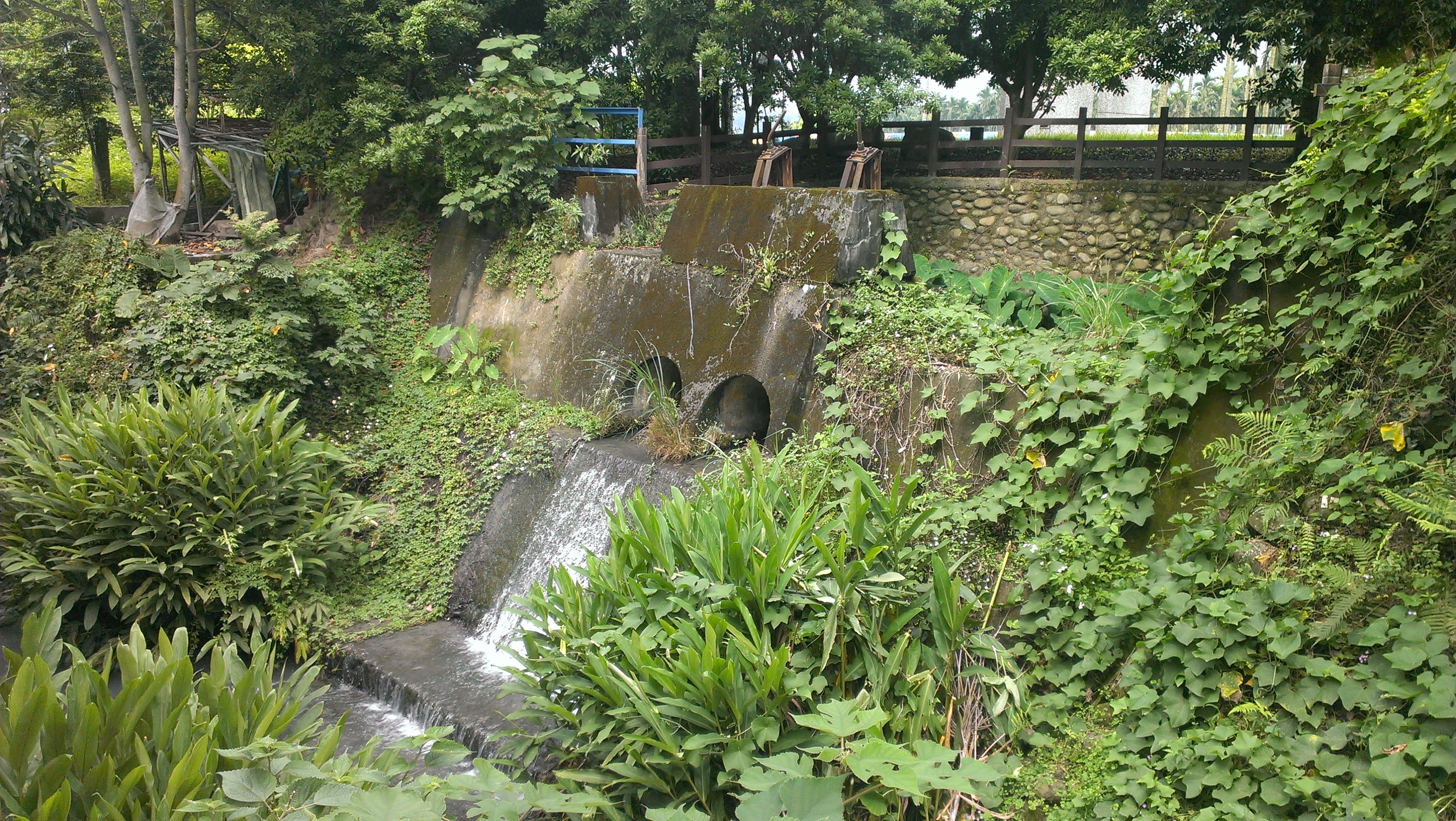
竹東圳之電燈圳

由上坪溪之燥樹排攔河堰取水口起點，穿入軟橋里後進入第一號隧道，過程有13座隧道、6座水路橋、3座虹吸式工法及明暗渠等不同結構物，穿行竹東丘陵之東北山麓；途中經員崠子、資源莊、上公館、大窩、菜窩園及油車窩等地區，至三重埔南處大約一公里為圳路終點。將原本海拔約165公尺上坪溪之燥樹排攔河堰，下降至寶山水庫附近海拔約142公尺，總長約21公里；同時灌溉田地面積將近800餘公頃。後因新竹科學園區用水需求之下，將由寶山水庫海拔約142公尺，下降為海拔約90公尺於新竹科學園區，促使帶動新竹科學園區之科技產業升級。

## 主要設施

### 軟橋電廠

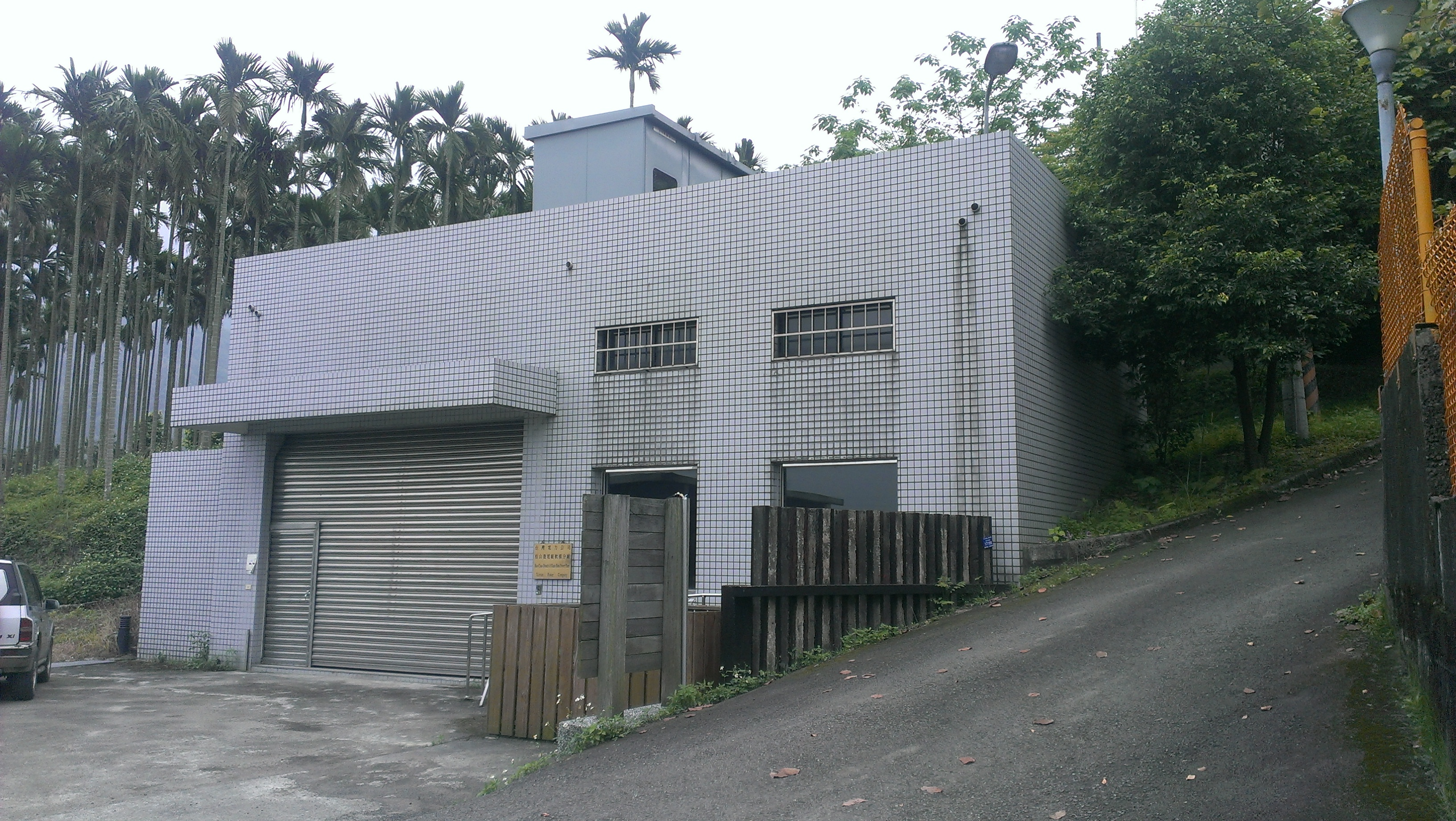
桂山發電廠之軟橋電廠

軟橋電廠隸屬於桂山發電廠，位於新竹縣竹東鎮軟橋里；水源攔取上坪溪，利用竹東圳豐沛水量供應發電，發電後之尾水則可提供竹東圳的農田灌溉，並可引入寶山水庫，供給新竹科學園區之工業用水，為台灣發電量最小的水力發電廠。1988年執行「軟橋水力發電廠復建計劃」，1991年7月1日正式動工興建，於1992年11月30日竣工。目前裝置有1992年更新之德國OSSBER製貫流式水輪機，以及由大同公司製造的CAGE型感應式發電機，裝置容量為0.22MW，是目前全台灣發電量最小的水力發電廠。

### 寶山水庫
又稱寶山第一水庫(簡稱: 寶一水庫)，位於新竹縣寶山鄉柯子湖溪上游，亦即寶山鄉山湖村之北緣縱谷一帶，屬離槽式水庫；其導水路是利用跌水工法從竹東圳既有路線，引入供應寶山水庫水源。集水面積320萬平方公里，滿水面積602萬公頃，總蓄水量為547萬立方公尺，有效容量為535萬立方公尺。主要蓄積為上坪溪豐水期之水，供應新竹科學園區之工業用水及民生、灌溉用水，自來水公司也在水壩下方設置寶山淨水廠，每日供水量約6至7萬噸。但由於未滿足新竹科學園區之工業用水與民生用水量，於1997年正式動工興建寶山第二水庫。

### 寶二水庫
又稱寶山第二水庫，位於新竹縣寶山鄉山湖村境內，屬離槽式水庫，於中港溪水系峨眉溪支流石井溪上游，水源引用自頭前溪支流上坪溪攔河堰與之餘水調節運用，有效蓄水量為3,218萬噸。寶山第二水庫與寶山水庫聯合運用，可增加新竹地區水資源之調蓄及供應新竹科學園區之工業用水及民生與灌溉用水能力。

## 外部連結
YouTube上的
- 農田水利署新竹管理處 （页面存档备份，存于）